# Aitor Garmendia
Aitor Garmendia Arbilla (Itsasondo, 3 marzo 1968) è un ex ciclista su strada spagnolo di origini basche, professionista dal 1990 al 2003.

## Carriera
Ciclista completo, con particolare propensione per le corse a cronometro, passò professionista nel 1990 con la Banesto, vincendo subito il Gran Premio de Llodio. Nelle stagioni successive fu gregario del capitano Miguel Indurain, aiutandolo nelle vittorie di tre edizioni del Tour de France. In questo periodo si classificò per due volte al terzo posto nel Campionato spagnolo a cronometro, salendo inoltre sul podio in corse a tappe come la Vuelta a Murcia e la Vuelta a Aragón.
Nel 1996 passò alla ONCE, con la quale in due anni ottenne diverse affermazioni, come la classifica finale della Volta ao Alentejo, della Vuelta a Aragón e della Vuelta a Galicia. Nel 1998 ritornò alla Banesto, con cui si mantenne a buoni livelli, bissando il successo alla Vuelta a Aragón, vincendo la Vuelta a Castilla y León ed arrivando secondo all'Euskal Bizikleta.
Nel 2001 si trasferì al Team Coast, con cui ottenne podi al campionato spagnolo, al Deutschland Tour ed alla Corsa della Pace. Si ritirò al termine della stagione 2003.

## Palmarès
- 1990

Gran Premio de Llodio
- 1994

G.P.A. Capital
7ª tappa Volta Ciclista a Catalunya (cronometro)
- 1995

1ª tappa Vuelta a Castilla y León
- 1996

Prueba Villafranca de Ordizia
2ª tappa Vuelta a Aragón
- 1997

5ª tappa Volta ao Alentejo (cronometro)
Classifica generale Volta ao Alentejo
3ª tappa Critérium International (cronometro)
4ª tappa, 2ª semitappa, Vuelta a Aragón (cronometro)
Classifica generale Vuelta a Aragón
3ª tappa, 2ª semitappa, Vuelta a Galicia (cronometro)
Classifica generale Vuelta a Galicia
- 1999

2ª tappa Vuelta a Aragón
Classifica generale Vuelta a Aragón
2ª tappa Vuelta a Castilla y León
Classifica generale Vuelta a Castilla y León
- 2000

4ª tappa Euskal Bizikleta
- 2002

3ª tappa Deutschland Tour
3ª tappa Volta Ciclista a Catalunya (cronometro)

## Piazzamenti

### Grandi Giri
- Giro d'Italia

1991: 89º
- Tour de France

1992: 108º
1993: ritirato (6ª tappa)
1995: 95º
1996: 35º
1997: 63º
2003: 70º
- Vuelta a España

1992: 46º
1993: ritirato (17ª tappa)
1994: 72º
1997: 121º
1998: ritirato (11ª tappa)
2001: ritirato (13ª tappa)
2002: 85º
2003: 122º

### Competizioni mondiali
- Campionati del mondo

Duitama 1995 - In linea Elite: ritirato